# Уніатство
Уніатство або унійне християнство  — напрямок і одна з назв єдиного, неподільного і об’єднаного, (старо)церковного, кафоличного і православного християнства, церковний рух, спрямований на об'єднання католицької церкви зі східними православними церквами за умови визнання останніми верховенства глави Римської католицької церкви, віросповідання та віровчення уніатів.
Берестейська унія (пол. Unia brzeska, біл. Берасьцейская унія) — вчинений у Ватикані та проголошений (ратифікований) у 1596 році на церковному соборі у м. Бересті акт з'єднання частини ієрархів та вірян Київської митрополії Вселенського патріархату з римо-католицькою церквою на умовах виходу з-під канонічної підлеглості Константинопольському патріархату, визнання зверхності папи Римського та прийняття католицького віровчення (догматики). При цьому новостворена Руська унійна церква, згодом названа греко-католицькою, зберігала візантійську обрядовість, власні адміністративні структури, канонічний правопорядок та духовно-культурну спадщину. Проголошенням унії було засновано Українську греко-католицьку церкву. Унія також спричинила протистояння православних з уніатами у Києві та місію Феофана III в Україні.
Внаслідок рішення унійного собору в Бересті православна ієрархія в Речі Посполитій була поставлена поза законом, але унійній церкві не вдалося утвердитися в усіх єпархіях. Така ситуація тривала до 1620, коли єрусалимський патріарх Теофан III  при підтримці козацтва таємно висвятив у Києві нову православну ієрархію, легітимність якої було визнано лише в 1632 польським королем Владиславом IV. Церковне життя було розколоте: паралельно існувало дві митрополії – православна і унійна, які мали назву "Київська".

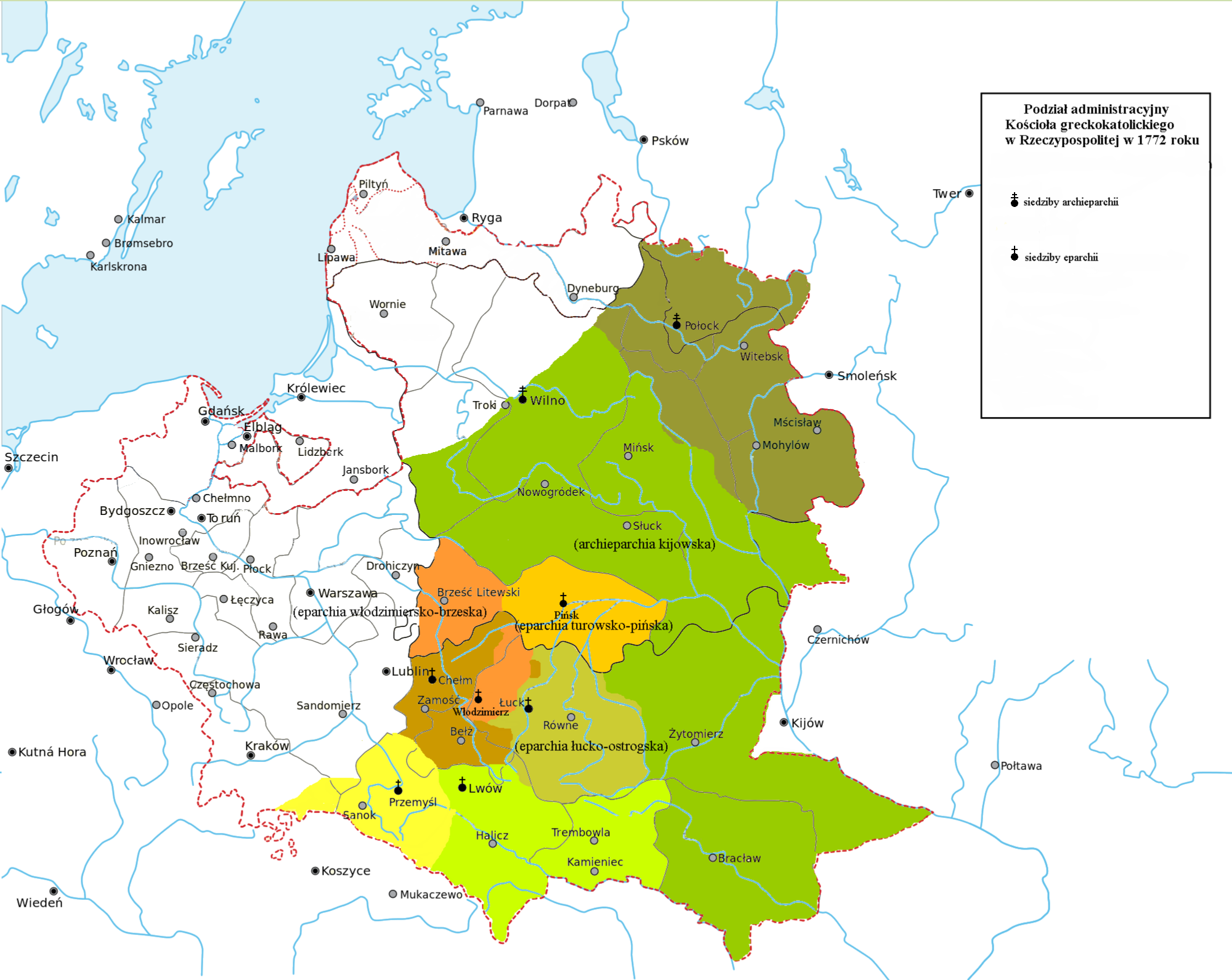
Структура Унійної Церкви в Речі Посполитій 1772 року

Після прийняття Берестейської унії, почали створюватися уніатські школи, що за методами виховання та навчання нагадували єзуїтські. У переважній більшості козаки виступали проти унії, за відродження української православної церкви. Водночас, переважна більшість уніатів обстоювала єдність церкви і єдність Речі Посполитої, у складі якої перебувала тоді Україна. Уніатство, як релігійна течія, зберігається до наших днів.
Після поділів Речі Посполитої основна канонічна територія перейшла під владу Російської та Австрійської імперій. Указом Катерини II від 19 жовтня 1795 року були ліквідовані уніатська Київська митрополія та єпархії, окрім Полоцької. У 1808 році на території Австрійської імперії для уніатів була створена спеціальна Галицька митрополія. На території Російської імперії в цілому ліквідована у 1839 році рішенням Полоцького собору. Останні парафії у Холмській єпархії 1875 року були примусово приєднані до Православної церкви.
Наступниками Руської унійної церкви вважають себе сучасні Українська та Білоруська греко-католицькі церкви.